# اوسامو تزوکا
تزوکا اوسامو (به ژاپنی: 手塚 治虫 Tezuka Osamu) (۳ نوامبر ۱۹۲۸ - ۲ فوریهٔ ۱۹۸۹) معروفترین طراح مانگای ژاپنی است. بسیاری از آثار او به صورت انیمه تولید شده که از مهم‌ترین آن‌ها می‌توان به آسترو بوی، بلک جک، ققنوس، کیمبا شیر سفید و دورورو اشاره کرد. همچنین او موسس استودیو پویانمایی تزوکا پروداکشنز نیز است.

## جایزه‌ها
- ۱۹۵۸ Shogakukan Manga Award for Manga Seminar on Biology and Biiko-chan
- ۱ٖ۹۷۵ Bungeishunjū manga Award
- ۱۹۷۵ Japan Mangaka Association Award — Special Award
- ۱۹۷۷ Kodansha Manga Award for Black Jack and The Three-Eyed One
- ۱۹۸۳ Shogakukan Manga Award for Hidamari no Ki
- ۱۹۸۵ Hiroshima International Animation Festival for Onboro-Film
- ۱۹۸۶ Kodansha Manga Award for Adolf
- ۱۹۸۹ Nihon SF Taisho Award - Special Award
- ۱۹۸۹ Zuihōsho 3rd class